# Pteronymia inania
Pteronymia inania är en fjärilsart som beskrevs av Richard Haensch 1903. Pteronymia inania ingår i släktet Pteronymia och familjen praktfjärilar. Inga underarter finns listade.